# Доукинс, Обри
Обри Лафелл Доукинс (англ. Aubrey Dawkins; род. 8 мая 1995, Дарем, Северная Каролина) — американский профессиональный баскетболист, играющий на позиции лёгкого форварда.

## Карьера
Обри начал карьеру в Мичиганском университете, где проявил себя как результативный игрок, установив рекорды по очкам и трехочковым броскам.
В 2016 году перешел в UCF Knights, где продолжил показывать хорошие результаты, включая рекордные 36 очков в одном матче.
В 2019 году он решил отказаться от последнего студенческого сезона и выставил свою кандидатуру на драфт НБА, но не был задрафтован.
Профессиональную карьеру начал в 2019 году, когда подписал контракт с Exhibit 10 с New Orleans Pelicans (команда связана с Бирмингемский эскадроном). 26 октября 2019 года Доукинс был включен в состав тренировочного лагеря Эри БэйХокс. Докинз пропустил первые шесть игр сезона из-за травмы. В среднем он набирал 9,3 очка, 3,5 подбора и 1,1 передачи за игру.
31 июля 2020 года Доукинс подписал контракт с клубом «Гёттинген» из немецкой бундеслиги.
15 сентября 2021 года Доукинс подписал контракт с «Тюрк Телеком».
28 сентября 2022 года Доукинс подписал контракт с «Джи-Лига НБА Игнайт».
26 января 2023 года он подписал контракт с клубом «Бурсаспор» из турецкой баскетбольной Суперлиги.
11 августа 2023 года подписал контракт с «Студентски Центар».
6 августа 2024 года подписал контракт с российским клубом с «Пари Нижний Новгород».
8 января 2025 года Доукинс подписал контракт с клубом «Вюрцбург Баскетс» из баскетбольной бундеслиги.
27 июня 2025 года Доукинс подписал контракт с итальянским клубом «АПУ Удине».

## Достижения
- Чемпион Кубка Черногории (2024)
- Обладатель Суперкубка лиги АВА (2023)